# 南科西嘉省
南科西嘉省（法語：Corse-du-Sud）是法國科西嘉大区所轄的省份。該省編號為2A。